# حاجی‌آباد (صالح‌آباد)
 حاجی‌آّباد ، روستایی است از توابع بخش صالح‌آباد شهرستان تربت جام در استان خراسان رضوی.
این روستا در دهستان قلعه حمام قرار دارد و بر اساس سرشماری سال ۱۳۸۵ جمعیت آن (۱۳۶خانوار) ۶۰۳ نفر 
بوده‌است.